# Editilde
Editilde és una editorial valenciana creada el 1997 que agrupa els segells Diálogo i Tilde. Principalment, es dediquen a l'edició d'obres relacionades amb la Filosofia i el pensament humanístic, destacant pel seu catàleg: lectures i assajos sobre filosofia, ètica, psicologia, antropologia, filosofia de la ciència, història, etc.
Finalment, també es dediquen a editar àlbums il·lustrats infantils que ja han rebut diversos premis: 
- Premi al llibre en valencià millor il·lustrat 2008 de la Conselleria de Cultura de la Comunitat Valenciana: Els animals de la pluja.[2]
- Premi al llibre millor il·lustrat 2010 de la Conselleria de Cultura de la Comunitat Valenciana:[1] La dansa dels versos.